# Deliochus
Deliochus – rodzaj pająków z rodziny Phonognathidae. Obejmuje cztery opisane gatunki. Zamieszkują krainę australijską.

## Morfologia
Samice osiągają od 5,7 do 10,8 mm długości ciała przy karapaksie długości od 2,6 do 4,6 mm, szerokości od 1,8 do 3,4 mm i wysokości od 0,6 do 1,5 mm oraz opistosomie (odwłoku) długości od 2,9 do 7,8 mm, szerokości od 2,6 do 5,8 mm i wysokości od 2,3 do 6,7 mm. Samce osiągają od 1,3 do 5,3 mm długości ciała przy karapaksie długości od 1,2 do 3 mm, szerokości od 1 do 1,9 mm i wysokości od 0,4 do 1,4 mm oraz opistosomie długości od 1,3 do 3,2 mm, szerokości od 1 do 2,3 mm i wysokości od 0,9 do 2,5 mm.
Ubarwienie karapaksu jest ciemnobrązowe do zielonkawożółtego, czasem z ciemniejszymi znakami przy styku części głowowej i tułowiowej. Oczy par środkowych umieszczone są na niewielkim wspólnym wzgórku. Odległość między oczami pary przednio-środkowej i tylno-środkowej równa jest średnicy tych pierwszych, a rozstaw oczu przednio-środkowych jest nieco większy niż ich szerokość. Oczy par bocznych leżą na dwóch zwróconych w przeciwne strony, małych wzgórkach. Wysokość nadustka u samca wynosi połowę, a u samicy od połowy do ¾ wysokości oka przednio-środkowej pary. Szczękoczułki mają barwę głowowej części karapaksu i mają trzy ząbki na przedniej krawędzi oraz trzy (u samicy czasem cztery) ząbki na tylnej krawędzi bruzdy. Odnóża mają barwę karapaksu lub są od niego niewiele jaśniejsze. Kolejność ich par od najdłuższej do najkrótszej to: I, II, IV, III. Pierwsza para odznacza się faliście wygiętymi udami. Ubarwienie opistosomy u samic jest z wierzchu zielone do białego, niekiedy z podłużnymi paskami i nakrapianiem, od spodu zaś ciemne. U samców wierzch opistosomy bywa brązowy, zielony lub biały z paskami żółtymi lub czerwonymi, spód zaś jest ciemny. Kądziołki przędne pary przednio-środkowej odznaczają się obszarem pomarszczonego oskórka na tylnej części obręczy oraz obecnością pojedynczego gruczołu biczykowatego w triadzie położonej bliżej gruczołu walcowatego niż gruczołów zgrupowanych.
Płytka płciowa samicy odznacza się zwróconymi dobrzusznie, odseparowanymi przegrodą i otoczonymi wargami otworami kopulacyjnymi oraz zesklerotyzowanymi, przed wejściem do lekko płatowatych spermatek brzusznie skręconymi przewodami kopulacyjnymi. Nogogłaszczki samca mają nie dłuższe niż dwukrotność szerokości cymbium, znacznie większe od tegulum i dogrzbietowo obrócone subtegulum, duży i skomplikowany konduktor z końcowym sklerytem przezroczystym oraz pierścieniowatym sklerytem zewnętrznym w grzbietowej części tego pierwszego. Nie występują paracymbium i apofyza medialna. Embolus ma zesklerotyzowany trzon oddzielony przez błoniastą pars pendula od przewodu nasiennego. Często na szczycie embolusa i przewodu nasiennego występują hakowate zadziory.

## Zachowanie i występowanie
Pająki te konstruują pionowe, koliste, kompletne sieci łowne z kryjówką w postaci obciętego i zwiniętego w rulon liścia, umieszczonego w pępku pajęczyny i przylegającego do jej płaszczyzny. W sezonie rozrodczym kryjówka ta bywa współdzielona przez samca i samicę. Częstym zachowaniem u samców jest zatykanie po kopulacji gonoporu samicy oderwaną częścią nogogłaszczka.
Rodzaj ograniczony jest w swym zasięgu do krainy australijskiej. Wszystkie gatunki występują w kontynentalnej części Australii, dwa ponadto na Tasmanii, a D. humilis oprócz Australii znany jest z Papui-Nowej Gwinei.

## Taksonomia
Takson ten wprowadzony został w 1894 roku przez Eugène’a Simona. Gatunkiem typowym wyznaczono Meta zelivira. Początkowo rodzaj ten umieszczany był wśród kwadratnikowatych. W 2008 roku Matjaž Kuntner, Jonathan A. Coddington i Gustavo Hormiga przenieśli go do rodziny krzyżakowatych. W 2013 roku Kuntner i współpracownicy umieścili go w rodzinie Zygiellidae, której nazwę w 2019 roku Kuntner i współpracownicy skorygowali na Phonognathidae. Rewizji rodzaju dokonali w 2018 roku Robert J. Kallal i Gustavo Hormiga.
Do rodzaju tego zalicza się cztery opisane gatunki:
- Deliochus humilis (L. Koch, 1867)
- Deliochus idoneus (Keyserling, 1887)
- Deliochus pulcher Rainbow, 1916
- Deliochus zelivira (Keyserling, 1887)